# Parc national de Gunung Palung
Le parc national de Gunung Palung est un parc national situé dans la partie sud de la province de Kalimantan occidental en Indonésie, non loin de la ville de Ketapang. Le parc possède une diversité d'écozones, allant des marais des basses terres aux zones de forêts et de montagnes, et de faune. C'est l'un des quelques endroits dans le monde où l'orang-outan continue de vivre à l'état sauvage.
La coupe d'arbres illégale, comme le tek, est en augmentation. Une station de recherche a dû être démantelée après que des sociétés d'exploitation forestière ont convaincu les autorités que les chercheurs avaient des motivations politiques. Les efforts d'éducation et l'écotourisme ont donc pour l'instant échoué à freiner la coupe d'arbres.